# The Call Up
The Call Up è un brano del gruppo punk rock dei Clash, primo singolo estratto dal loro quarto album Sandinista!. Fu pubblicato come 45 giri nel 1980, con Stop the World sul lato B.

## Il brano
Il brano si apre con i cori dei Marines statunitensi. La canzone contiene anche il rifiuto dei lavori senza prospettive («who gives you work and why should you do it?», ovvero "chi ti dà il lavoro e perché dovresti farlo?"). Sebbene gli Stati Uniti abbiano abolito il servizio di leva nel 1973, nel 1980 il congresso ripristinò l'obbligo per gli uomini di età compresa tra 18 e 25 anni di registrarsi al Selective Service System. Questo fatto potrebbe essere stato d'ispirazione per il testo del pezzo.
La canzone è stata registrata agli Electric Lady Studios di New York.

## Pubblicazione e ripubblicazioni
Il brano fu ripubblicato nel 1981 negli Stati Uniti dalla Epic Records (02036) come 45 giri e con una copertina diversa dall'originale. The Cool Out, remix strumentale di The Call Up, fu pubblicata come "B-side" nell'edizione statunitense del singolo.
Oltre all'inserimento su Sandinista!, The Call Up è stata inclusa anche nelle raccolte Clash on Broadway e The Singles. Non fu pubblicata su The Essential Clash, sebbene sia inclusa Stop the World. Stop the World è stata ripubblicata anche su Clash on Broadway e sulla raccoltà di rarità Super Black Market Clash.
Il singolo è stato ristampato in CD nel box set Singles Box, come disco no. 12. The Cool Out, anch'essa inclusa nel box, non è presente nel disco 12 ma nel disco no. 14, come b-side del brano The Magnificent Seven.

## Classifiche
| Classifica             | Posizione |
| ---------------------- | --------- |
| Official Singles Chart | 40        |

## Formazione
- Joe Strummer — voce
- Mick Jones — chitarre elettriche, voce
- Topper Headon — batteria, percussioni

Musicisti aggiuntivi
- Mickey Gallagher — tastiere
- Norman Watt-Roy — basso

Crediti
- The Clash — produttore